# Aporophyla semiconfluens
Aporophyla semiconfluens är en fjärilsart som beskrevs av Barend J. Lempke 1964. Aporophyla semiconfluens ingår i släktet Aporophyla och familjen nattflyn. Inga underarter finns listade i Catalogue of Life.